# Begonia × antonietae
Begonia × antonietae é uma espécie de Begonia.